# Нилга (притока Вали)
Нилга́ (рос. Нылга) — річка в Удмуртії (Якшур-Бодьїнський та Увинський райони), Росія, права притока Вали.
Довжина річки становить 80 км. Бере початок за 3 км на північний захід від присілку Мала Ітча на території Якшур-Бодьїнського району, впадає до Вали за 4 на південний захід від присілку Великий Жужгес. Річка протікає на південний захід, з невеликою ділянкою на південний схід у верхній течії та ділянкою південного напрямку в середній течії. Через річку збудовано 6 автомобільних та 3 залізничних мости.
Притоки:
- ліва — Нирсевайка;
- праві — Ошмесвай, Мушковай, Ітчейка, Каркалайка, Уня.

Над річкою розташовані населені пункти Увинського району — Вішур, Кийлуд, Гай, Нилга, Малий Жужгес, Великий Жужгес.